# New World Computing
New World Computing, Inc., là một hãng phát triển và phát hành trò chơi điện tử của Mỹ được thành lập vào năm 1984 bởi đôi vợ chồng Jon Van Caneghem và Michaela Van Caneghem cùng Mark Caldwell. Đây là hãng nổi tiếng đã làm ra dòng game nhập vai Might and Magic và các bản spin-off, đặc biệt là dòng Heroes of Might and Magic. Công ty này được mua lại và trở thành một bộ phận của hãng The 3DO Company vào ngày 10 tháng 7 năm 1996. Giữa lúc xảy ra cuộc khủng hoảng tài chính, 3DO đã cho sa thải một phần lớn nhân viên của New World Computing vào ngày 15 tháng 4 năm 2002. Trong khi đó, số nhân viên nòng cốt nhỏ hơn vẫn ở lại New World Computing, năm sau nhận thấy có sự cải thiện đôi chút trong 3DO và công ty đã nộp đơn phá sản theo Chương 11 vào tháng 5 năm đó. Trước khi giải thể vào năm sau, 3DO đã bán bản quyền dòng game Might and Magic cho Ubisoft. Với tư cách là một studio phát triển nội bộ của 3DO, New World Computing đã chấm dứt sự tồn tại khi tổ chức mẹ của nó tan rã.

## Might and Magic
Bản Might and Magic đầu tiên, Might and Magic Book One: The Secret of the Inner Sanctum, được Jon Van Caneghem lập trình kéo dài khoảng thời gian ba năm kết thúc vào năm 1986. Game được phát hành trên Apple II vào ngày 1 tháng 6 năm 1986 với mấy bản chuyển thể sang Commodore 64, Mac OS và MS-DOS vào một năm sau đó, game đủ thành công để nhà sản xuất tung ra một phần tiếp theo là Might and Magic II: Gates to Another World được phát hành cho Apple II và MS-DOS vào năm 1988.
Phần thứ ba, Might and Magic III: Isles of Terra được phát hành vào năm 1991 và là phiên bản đầu tiên trong dòng game được thiết kế đặc biệt cho máy tính chạy hệ điều hành MS-DOS, mặc dù các bản chuyển thể đều được phát hành cho một loạt hệ máy khác, bao gồm Mac OS, Super Nintendo Entertainment System và Sega Mega Drive. Might and Magic III có game engine được thiết kế lại hoàn toàn và đồ họa VGA 8-bit. Game engine Might and Magic III vẫn được tái sử dụng cho hai phần tiếp theo của dòng game này, Might and Magic IV: Clouds of Xeen và Might and Magic V: Darkside of Xeen phát hành vào năm 1992 và 1993. Khi cài đặt cùng nhau, hai phần này đã biến thành phiên bản duy nhất theo kiểu tất cả trong một gọi là World of Xeen. Năm 1994, New World cho phát hành một phiên bản CD-ROM nâng cao của World of Xeen có thêm đĩa CD âm thanh Red Book và phần hội thoại. Engine Might and Magic III được sử dụng một lần cuối cùng cho Swords of Xeen, bản tiếp nối World of Xeen do hãng Catware sản xuất dưới sự cho phép của New World Computing. Mặc dù nó chưa bao giờ được phát hành như là một tựa game độc lập, Swords of Xeen còn đính kèm vào trong nhiều bản gộp Might and Magic được phát hành bởi New World Computing và sau là 3DO.
Sau khoảng thời gian tạm dừng năm năm (đó cũng là lúc dòng spin-off Heroes of Might and Magic được tung ra) New World trở lại dòng game Might and Magic với bản Might and Magic VI: The Mandate of Heaven, tựa game đầu tiên mà họ sử dụng đồ họa 3D và lần đầu tiên được phát hành cho Microsoft Windows. Might and Magic VII: For Blood and Honor (1999) và Might and Magic VIII: Day of the Destroyer (2000) tiếp theo, sử dụng cùng một engine, nhưng bổ sung thêm sự hỗ trợ tính năng tăng tốc phần cứng đồ họa. Vào cuối năm 2001, Might and Magic VIII được phát hành cho hệ máy PlayStation 2 tại thị trường Nhật Bản là nhờ công của nhà phát triển Imagineer. Cũng trong năm 2001, New World và 3DO đã phát hành Legends of Might and Magic, một bản spin-off của dòng Might and Magic. Lúc đầu được thai nghén ra thành trò chơi nhập vai hành động trực tuyến nhiều người chơi (và thông báo như thế khi nó được công bố tại E3 năm 2000), đến thời điểm phát hành game vào năm sau thì đã phát triển thành một trò chơi bắn súng góc nhìn thứ nhất đậm chất truyền thống hơn.
Bản Might and Magic tiếp theo được phát hành vào năm 2002 nhan đề Might and Magic IX cho Windows. Việc bỏ mặc engine giờ đã lạc hậu của Might and Magic VI để chuyển sang engine Lithtech (cũng được sử dụng trong Legends of Might and Magic), Might and Magic IX là game đầu tiên trong sê-ri được render hoàn toàn bằng 3D. Thật không may, việc phát hành trò chơi diễn ra quá vội vàng, và sản phẩm đã hoàn thiện bị giới phê bình chỉ trích thậm tệ, họ chỉ ra rất nhiều lỗi phần mềm còn sót lại trong lần phát hành cuối cùng, hầu hết trong số đó đã không được khắc phục đầy đủ bởi bản vá lỗi duy nhất được phát hành trước khi New World Computing giải thể. Phiên bản mới nhất hiện nay do Ubisoft phát hành năm 2014 là Might and Magic X.
Trước khi phá sản, hãng 3DO còn sản xuất thêm hai bản spin-off thuộc dòng Might and Magic: Crusaders of Might and Magic và Warriors of Might and Magic. Cả hai đều không phải do chính New World Computing phát triển. Tương tự như vậy, một số bản spin-off Might and Magic đều được sản xuất từ sự giải thể của New World Computing bởi Ubisoft và cộng sự của nó. Điều rõ ràng là New World Computing chẳng có tham gia vào quá trình sản xuất mấy game về sau (bao gồm cả Dark Messiah of Might and Magic).

### Heroes of Might and Magic
Năm 1990, New World Computing cho phát hành King's Bounty, một tựa game nhập vai chiến thuật theo lượt dành cho Apple II, MS-DOS, Mac OS, Commodore 64 và Amiga. Trò chơi do chính nhà đồng sáng lập New World Jon Van Caneghem thiết kế, sau đó đã được sửa đổi thêm thắt các yếu tố thời gian thực và chuyển sang hệ máy console Sega Mega Drive. Bốn năm sau, New World cho xem xét lại những cơ chế cơ bản của các phiên bản máy tính gia dụng của King's Bounty với Heroes of Might and Magic: A Strategic Quest, phát hành cho MS-DOS. Năm 1996, một phiên bản nâng cao của game được phát hành cho Windows 95.
Tiếp nối thành công của bản Heroes đầu tiên, New World liền tung ra Heroes of Might and Magic II dành cho Windows 95 và Mac OS. Bản mở rộng mang tên The Price of Loyalty do hãng Cyberlore Studios thiết kế và New World Computing phát hành vào năm 1997 chỉ dành cho Windows 95. Sự kết hợp bản game gốc và phần mở rộng về sau này được phát hành lại với nhau dưới cái tên Heroes of Might and Magic II Gold.
Năm 1999, Heroes of Might and Magic III được phát hành cho Windows và Mac OS. Phiên bản Windows nhanh chóng có thêm bản mở rộng Armageddon's Blade vào năm sau đó và bản mở rộng The Shadow of Death vào đầu năm 2000. Cả hai bản mở rộng đều được phát hành riêng cho hệ điều hành Mac OS, dù bản gộp Heroes of Might and Magic III Complete vẫn được phát hành cho cả Windows và Mac OS ngay sau đó. Loki Software đã sản xuất bản chuyển thể Linux của tựa game gốc Heroes III vào năm 2000 nhưng không bao gồm cả hai bản mở rộng.
Từ năm 2000 đến năm 2001, New World Computing sử dụng một phiên bản giới hạn của game engine Heroes of Might and Magic III trong một sê-ri gồm tám phần phát hành dưới nhan đề Heroes Chronicles. Hai trong số này (The World Tree và The Fiery Moon) chỉ có thể tải về trực tuyến để người tiêu dùng mua các phần khác của dòng game này. Năm 2001, một bản remake nâng cao của tựa game gốc King's Bounty được phát hành cho hệ máy PlayStation 2. Trò chơi được bày bán trên thị trường như là một phần của thương hiệu Heroes và phát hành dưới cái tên Heroes of Might and Magic: Quest for the Dragon Bone Staff.
Heroes of Might and Magic IV đã được phát hành cho Windows vào năm 2002 cùng với Might and Magic IX, và đưa đến một sự thay đổi lớn trong lối chơi của dòng game này. Giống như bản Heroes trước đây, nhà sản xuất đã tung thêm hai bản mở rộng nữa: The Gathering Storm vào cuối năm 2002, và The Winds of War vào năm 2003. The Winds of War là tựa game cuối cùng được phát triển bởi New World Computing trước khi hãng này giải thể sau sự phá sản của 3DO. Những phần tiếp theo trong dòng Heroes of Might and Magic do hãng Nival Interactive đảm nhiệm việc phát triển và Ubisoft lo phần phát hành. Ngoài ra, bản quyền tên gọi King's Bounty đã được hãng phát hành của Nga 1C Company mua lại vào năm 2007, rồi cho ra mắt King's Bounty: The Legend vào năm sau (Katauri Interactive phát triển).

## Game khác
Trong suốt thời gian tồn tại, New World Computing chủ yếu tập trung vào dòng game Might and Magic và các bản spin-off khác. Thế nhưng vào lúc ban đầu, công ty có tham gia vào quá trình phát triển một số trò không liên quan, thường là thể loại game nhập vai. Công ty này còn đóng vai trò như là nhà phát hành cho một số game, gồm có Spaceward Ho!, do Delta Tao Software phát triển và Empire Deluxe của Mark Baldwin và Bob Rakowsky. Sau khi được sáp nhập vào 3DO, New World Computing chỉ chú tâm vào việc phát triển game và độc quyền thực hiện dòng Might and Magic về sau. Năm 1989, New World Computing đã phát triển tựa game châm biếm Nuclear War, dựa trên trò thẻ bài trên Flying Buffalo cùng tên. Dù chưa thành công nhất là về mặt tài chính thì nó lại khá nổi danh như một sự khởi đầu ra khỏi lĩnh vực truyền thống thể loại game nhập vai của công ty.

## Sản phẩm phát hành
| Game                                                       | Năm  | Phát triển | Phát hành |
| ---------------------------------------------------------- | ---- | ---------- | --------- |
| Might and Magic: The Secret of the Inner Sanctum           | 1986 | Có         | Có        |
| Might and Magic II: Gates to Another World                 | 1988 | Có         | Có        |
| Nuclear War                                                | 1989 | Có         | Không     |
| King's Bounty                                              | 1990 | Có         | Có        |
| Tunnels & Trolls: Crusaders of Khazan                      | 1990 | Có         | Có        |
| The Faery Tale Adventure                                   | 1991 | Porter     | Không     |
| Joe and Mac                                                | 1991 | Porter     | Không     |
| Might and Magic III: Isles of Terra                        | 1991 | Có         | Có        |
| Planet's Edge                                              | 1991 | Có         | Có        |
| Might and Magic IV: Clouds of Xeen                         | 1992 | Có         | Có        |
| Spaceward Ho!                                              | 1992 | Không      | Có        |
| Empire Deluxe                                              | 1993 | Không      | Có        |
| Empire Deluxe Scenarios                                    | 1993 | Không      | Có        |
| Might and Magic V: Darkside of Xeen                        | 1993 | Có         | Có        |
| Hammer of the Gods                                         | 1994 | Không      | Có        |
| Inherit the Earth: Quest for the Orb                       | 1994 | Không      | Có        |
| Iron Cross                                                 | 1994 | Có         | Có        |
| Might and Magic: World of Xeen (CD nâng cao)               | 1994 | Có         | Có        |
| Zephyr                                                     | 1994 | Có         | Có        |
| Anvil of Dawn                                              | 1995 | Không      | Có        |
| Heroes of Might and Magic                                  | 1995 | Có         | Có        |
| Multimedia Celebrity Poker                                 | 1995 | Có         | Có        |
| Swords of Xeen                                             | 1995 | Không      | Có        |
| Wetlands                                                   | 1995 | Không      | Có        |
| Mind Games                                                 | 1995 | Không      | Có        |
| Chaos Overlords                                            | 1996 | Không      | 3DO       |
| Empire II: The Art of War                                  | 1996 | Không      | Có        |
| Heroes of Might and Magic II: The Succession Wars          | 1996 | Có         | 3DO       |
| Spaceward Ho! IV                                           | 1996 | Không      | 3DO       |
| Wages of War                                               | 1996 | Không      | Có        |
| Heroes of Might and Magic II: The Price of Loyalty         | 1997 | Không      | 3DO       |
| Might and Magic VI: The Mandate of Heaven                  | 1998 | Có         | 3DO       |
| Arcomage                                                   | 1999 | Có         | 3DO       |
| Heroes of Might and Magic III                              | 1999 | Có         | 3DO       |
| Heroes of Might and Magic III: Armageddon's Blade          | 1999 | Có         | 3DO       |
| Might and Magic VII: For Blood and Honor                   | 1999 | Có         | 3DO       |
| Vegas Games 2000 / Vegas Games: Midnight Madness           | 1999 | Có         | 3DO       |
| Heroes Chronicles: Clash of the Dragons                    | 2000 | Có         | 3DO       |
| Heroes Chronicles: Conquest of the Underworld              | 2000 | Có         | 3DO       |
| Heroes Chronicles: Masters of the Elements                 | 2000 | Có         | 3DO       |
| Heroes Chronicles: Warlords of the Wastelands              | 2000 | Có         | 3DO       |
| Heroes Chronicles: The World Tree (chỉ tải về)             | 2000 | Có         | 3DO       |
| Heroes Chronicles: The Fiery Moon (chỉ tải về)             | 2000 | Có         | 3DO       |
| Heroes of Might and Magic III: The Shadow of Death         | 2000 | Có         | 3DO       |
| Might and Magic VIII: Day of the Destroyer                 | 2000 | Có         | 3DO       |
| Heroes Chronicles: The Final Chapters                      | 2001 | Có         | 3DO       |
| Heroes of Might and Magic: Quest for the Dragon Bone Staff | 2001 | Có         | 3DO       |
| Legends of Might and Magic                                 | 2001 | Có         | 3DO       |
| Heroes of Might and Magic IV                               | 2002 | Có         | 3DO       |
| Heroes of Might and Magic IV: The Gathering Storm          | 2002 | Có         | 3DO       |
| Might and Magic IX                                         | 2002 | Có         | 3DO       |
| Heroes of Might and Magic IV: Winds of War                 | 2003 | Có         | 3DO       |